# Chayanne (album 1988)
Chayanne è il quarto album in studio del cantante portoricano Chayanne, pubblicato nel 1988. Si tratta del secondo album eponimo dopo il precedente uscito nel 1987.

## Tracce
1. Tu pirata soy yo – 2:56
2. Dile a todo el mundo no – 4:32
3. Fuiste un trozo de hielo en la escarcha – 4:48
4. Pata-Pata (con Miriam Makeba) – 4:19
5. Palo bonito – 3:51
6. Este ritmo se baila así (Sye Bwa) – 4:31
7. Marinero – 3:51
8. Fantasías – 4:32
9. Tengo esperanza (Gritos de guerra) – 3:21
10. Conquistador – 3:28